# Resolució 785 del Consell de Seguretat de les Nacions Unides
La Resolució 785 del Consell de Seguretat de les Nacions Unides fou adoptada per unanimitat el 30 d'octubre de 1992. Després de recordar les resolucions 696 (1991) i 747 (1992), i expressant la seva preocupació pel deteriorament de la situació política i la represa de les hostilitats per part d'UNITA a Angola, el Consell va aprovar una recomanació del secretari general Boutros Boutros-Ghali prorrogar el mandat de la Segona Missió de Verificació de les Nacions Unides a Angola (UNAVEM II) fins al 30 de novembre de 1992 .
A continuació, el Consell va condemnar tota represa de les hostilitats i exigeix el seu cessament immediat, cridant a tots els Estats a abstenir-se d'accions que podrien comprometre els acords de pau signats. també condemnava les "acusacions sense fonament" fetes per l'emissora de ràdio d'UNITA, Vorgan, contra el secretari general, el Representant Especial i la UNAVEM II, elogiant la tasca del Consell.
La resolució dona suport a la declaració de Margaret Anstee, el Representant Especial del Secretari General, certificant que les eleccions celebrades el 29 i 30 de setembre 1992 van ser en general lliures i justes i va cridar UNITA i altres partits del procés electoral a Angola a respectar els resultats de les eleccions. Després va instar les parts afectades a comprometre's amb el diàleg per assegurar la segona ronda de les eleccions presidencials.
Finalment, la resolució exigia al Secretari General que presentés un informe sobre la situació a Angola juntament amb les recomanacions a llarg termini i les conseqüències financeres sobre el mandat i la força de la UNAVEM II abans del 30 de novembre de 1992.